# Santa Maria Maddalena al Quirinale
Santa Maria Maddalena al Quirinale ou Igreja de Santa Maria Madalena no Quirinal era uma igreja de Roma, Itália, localizada no rione Monti, na via del Quirinale, e demolida em 1888. Era dedicada a Santa Maria Madalena. Assim como Santa Chiara al Quirinale e seus respectivos conventos, foi demolida para dar lugar a um grande parque público em memória da visita do imperador da Alemanha Guilherme II.
Foi construída em 1581 patrocinada por Maddalena Orsini para as irmãs dominicanas, que permaneceram no local até o fim de 1839, quando foram substituídas pelos Adoradores Perpétuos do Santíssimo Sacramento, vindos de Santi Gioacchino e Anna alle Quattro Fontane, que foi desconsagrada. Seu arquiteto original foi Burioni, mas o edifício foi reconstruído na época do papa Clemente XI no início do século XVIII com um altar-mor e quatro alteres laterais.